# NGC 4690
NGC 4690 est une galaxie lenticulaire située dans la constellation de la Vierge. Sa vitesse par rapport au fond diffus cosmologique est de 3 103 ± 24 km/s, ce qui correspond à une distance de Hubble de 45,8 ± 3,2 Mpc (∼149 millions d'al). NGC 4690 a été découverte par l'astronome germano-britannique William Herschel en 1787.